# Шинкит
Шинкит (арабски: شنقيط) е ксар и средновековен търговски център в Северна Мавртиания, разположен на Адрарското плато на изток от Атар. Шинкит има население от 4800 според преброяване от 2013. 
Основан през 13-ти век като център на няколко транссахарски търговски маршрута, този малък град продължава да привлича шепа посетители, които се възхищават на неговата скромна архитектура, природа и древни библиотеки. Градът е сериозно застрашен от навлизащата пустиня; високи пясъчни дюни маркират западната граница и няколко къщи са изоставени на пясъка.
Градът е разделен на две от уади. От едната страна е старият сектор, а от другата – новият. Местната сахарска архитектура на по-старите сектори на града включва къщи, изградени от червеникав сух камък и кални тухли, с плоски покриви от палми. Много от по-старите къщи имат ръчно издялани врати, изрязани от масивни вековни акациеви дървета, които отдавна са изчезнали от околността. Много домове включват дворове или вътрешни дворове, които се тълпят по тесни улички, водещи до централната джамия.

## История
Окупиран в продължение на хиляди години, регионът Шинкит някога е бил широка савана; скални рисунки в Агрур Амогджар, в близкия проход Амогджар, включват изображения на жирафи, крави и хора в зелен пейзаж. Той е доста различен от пясъчните дюни на околната пустиня, които съставляват по-голямата част от региона днес.

### Основаване
Градът е основан през 777 г. сл. Хр. Името Шинкит означава „извор на коне“ на езика азайр, изчезнал диалект на сонинке, който е силно смесен с берберски. Районът, по това време много по-зелен от днес, е бил дом на земеделски народи, предшественици на няколко субсахарски етнически групи, включително сонинке.

### Търговски център
До 11-ти век Шинкит се превръща в търговски център за конфедерация от берберски племена, известна като Санхаджа. В крайна сметка те се сливат с Алморавидите, представлявани от Абдала ибн Ясин, който в крайна сметка ще контролира империя, простираща се от днешен Сенегал до Ал Андалус в съвременна Испания. Ярката, неукрасена архитектура на града отразява строгите религиозни вярвания на Алморавидите, които разпространили маликитския ритуал на сунитския ислям в целия Западен Магреб.
След два века на упадък, градът е ефективно възстановен през 13-ти век като укрепен търговски център за номадски транссахарски кервани и като средство за свързване на Средиземноморието със Субсахарска Африка. Въпреки че стените на оригиналното укрепление са изчезнали преди векове, много от сградите в старата част на града датират от този период.

### Обект на световното наследство
През 1996 г. ЮНЕСКО определя Шинкит, заедно с градовете Уадан, Тишит и Улата, също в района на дюните, като обект на световното наследство. Забележителни сгради в града включват Петъчната джамия на Шинкит, древна структура от суха каменна конструкция, включваща квадратно минаре, покрито с пет финала на щраусови яйца; бившата крепост на Френския чуждестранен легион; и висока водна кула. В стария квартал има пет важни библиотеки с ръкописи с научни текстове и текстове от Корана, като много от тях датират от по-късното Средновековие. През последните години правителството на Мавритания, Корпусът на мира на САЩ и различни неправителствени организации се опитват да позиционират града като център за приключенски туристи. Посетителите могат да се спуснат със ски по пясъчните дюни, да посетят библиотеките и да оценят изключителната красота на Сахара.
Петъчната джамия е широко смятана от мавританците за национален символ на страната. Наскоро откритото офшорно нефтено находище е наречено Chinguetti в негова чест.

## Религиозна значимост
В продължение на векове градът е бил основно място за събиране на поклонниците от Магреб, които са се събирали на път за Мека. Той става известен като свещен град сам по себе си, особено за поклонниците, които не могат да направят дългото пътуване до Арабския полуостров. Той също така се превръща в център на ислямската религиозна и научна наука в Западна Африка. В допълнение към религиозното обучение, училищата на Шинкит преподават на учениците реторика, право, астрономия, математика и медицина. В продължение на много векове цяла Мавритания е била широко известна в арабския свят като Билад Шинкит, „земята на Чингети“. Понякога се казва, че е седмият най-свещен град на исляма, но няма официално признание за това твърдение извън Западна Африка. Градът остава един от най-важните исторически обекти в света както по отношениена историята на исляма, така и историята на Западна Африка.
Въпреки че до голяма степен е изоставен в пустинята, градът разполага с поредица от средновековни библиотеки с ръкописи без аналог в Западна Африка. Районът около Rue des Savants (или „улицата на интелигентните“) някога е бил известен като място за събиране на учени и като място за обсъждане на тънкостите на ислямския закон. Днес тихият град все още предлага градската и религиозна архитектура на мавританската империя, както е съществувала през Средновековието.